# Ngũ luân thư
Gorin no Sho (五輪書 (Ngũ Luân Thư)/ ごりんのしょ) là tên một tập binh pháp thư do kiếm khách Nhật Bản là Miyamoto Musashi biên soạn. Đây cũng là tác phẩm tiêu biểu của ông. Người ta cho rằng tác phẩm này được Musashi chấp bút trong hang động Reigan-dō trên đỉnh núi Kimpōzan thuộc xứ Kumamoto trước khi ông mất, trong khoảng thời gian từ năm Kan'ei thứ 20 (1643) cho đến năm Shōhō thứ 2 (1645). Nội dung của Gorin no Sho chủ yếu bàn về binh pháp, võ nghệ, kiếm pháp nhưng ngày nay, nó được đánh giá cao ở nhiều phương diện như chiến lược, kinh doanh, giáo dục,... Gorin no Sho thể hiện quan điểm của Musashi về cách để đi đến chiến thắng trong các trận đấu. Yếu tố này được các doanh nhân hiện đại coi trọng, họ xem đó là một phần kim chỉ nam giúp họ đạt được thành công trong sự nghiệp. Bản gốc của Gorin no Sho do Musashi viết đã bị đốt cháy, hiện chỉ còn một số bản sao. Vì bản chính không còn tồn tại mà giữa các bản sao có lại có nhiều điểm dị biệt, và cũng vì tập sách có nhiều ghi chép dựa trên các giá trị quan sau thời của Musashi nên có thuyết cho rằng Gorin no Sho không phải trước của Miyamoto Musashi mà là tác phẩm của các đệ tử hậu thế rồi gán ghép cho ông.
Ngày nay, sách được dịch và chú giải bằng tiếng Nhật hiện đại và cũng được dịch sang nhiều ngôn ngữ khác. Alpha Books đã phát hành quyển sách này tại Việt Nam với tên Ngũ Luân Thư.

## Cấu thành
Tên sách, Gorin no Sho hay "Ngũ Luân Thư", bắt nguồn từ quan niệm ngũ đại trong Phật giáo Mật tông. Sách gồm 5 quyển lần lượt là "địa", "thủy", "hỏa", "phong" và "không".
Địa Chi Quyển (Chi-no-maki)
Musashi tự xưng phái kiếm của mình là Niten Ichi-ryū, giới thiệu về cuộc đời và công phu binh pháp của mình. Đương thời, từ "binh pháp" (heihō, hyōhō) được dùng theo cả hai nghĩa là thuật dụng binh và nghĩa võ nghệ, kiếm pháp. Quyển này được đặt tên là "địa thư" dựa trên quan điểm "con đường thẳng thì viết trên mặt đất".
Thủy Chi Quyển (Sui-no-maki)
Phần này bàn về tâm lý chuẩn bị đối với phái kiếm Niten Ichi-ryū, cách cầm kiếm và nhiều khía cạnh liên quan đến kiếm thuật khác. Quyển này được đặt tên là "thủy thư" dựa trên quan điểm "Niten Ichi-ryū như dòng nước dẫn đường", trong đó thân pháp (Taisabaki), kiếm chiêu (Kensabaki) linh hoạt uyển chuyển như nước chảy.
Hỏa Chi Quyển (Hi-no-maki)
Phần này viết về thực chiến, cá nhân đấu cá nhân, số đông chọi số đông cũng như tâm lý khi lâm chiến. Phần này được đặt tên là "hỏa thư" dựa trên quan điểm "trận đấu như thế lửa cháy dữ".
Phong Chi Quyển (Fū-no-maki)
Viết về các môn phái khác. Vì phần này bàn đến chỗ hay dở của từng phái kiếm, từng nhà từng họ nên tác giả chơi chữ đặt tên là "phong thư" vì "phong" còn có nghĩa là phong cách, dạng thứ như "gia phong", "cổ phong"...
Không Chi Quyển (Kū-no-maki)
Phần này viết bản chất của binh pháp là "không", to lớn quảng đại khôn lường.

## Phê phán các môn phái khác trong Phong Chi Quyển
- Phê phán các môn phái ưa dùng trường kiếm vì không thích hợp khi cận chiến và trở thành bất lợi khi chiến đấu ở nơi chật hẹp. Kiếm sĩ phải từ bỏ tâm lý dựa dẫm vào vũ khí dài.
- Phê phán các môn phái ưa dùng đoản kiếm, vì đoản kiếm chỉ thích hợp với "hậu thủ" chứ không thể chiếm được "tiên thủ" và đoản kiếm cũng bất lợi khi phải chọi với số đông.
- Phê phán các môn phái ưa vung kiếm thật mạnh, vì khi ra đòn mạnh thì ta cũng sẽ mất thăng bằng và tăng nguy cơ làm gãy kiếm.
- Phê phán các môn phái có bộ pháp kỳ lạ, vì nhiều chuyển động quái dị khiến chậm mất nhịp, bị địch chiếm mất tiên thủ và cũng bị giới hạn ở nhiều địa hình khác nhau.
- Phê phán các môn phái chấp trước vào thế thủ. Thế thủ là yếu tố căn bản nhưng mang tính phòng vệ, là hậu thủ. Trong thực chiến, để làm địch hỗn loạn, phân tâm thì thế thủ phải mềm dẻo linh hoạt.
- Phê phán các môn phái sở hữu tuyệt kỹ bí truyền, vì khi chém nhau trong thực chiến thì không phân biệt tuyệt kỹ hay kỹ thuật sơ bộ, phàm đòn nào đả thương đối thủ đều có giá trị như nhau cả. Khi đào tạo thì cần dựa vào năng lực thực tế của từng cá nhân mà chỉ đạo.

Từ những điểm phê phán các môn phái khác, tác giả làm rõ tính hữu dụng của Niten Ichi-ryū.